# Édouard Renaudin
Pour les articles homonymes, voir Renaudin.
 (octobre 2022).
La mise en forme du texte ne suit pas les recommandations de Wikipédia : il faut le « wikifier ».
Les points d'amélioration suivants sont les cas les plus fréquents. Le détail des points à revoir est peut-être précisé sur la page de discussion.
- Les titres sont pré-formatés par le logiciel. Ils ne sont ni en capitales, ni en gras.
- Le texte ne doit pas être écrit en capitales (les noms de famille non plus), ni en gras, ni en italique, ni en « petit »…
- Le gras n'est utilisé que pour surligner le titre de l'article dans l'introduction, une seule fois.
- L'italique est rarement utilisé : mots en langue étrangère, titres d'œuvres, noms de bateaux, etc.
- Les citations ne sont pas en italique mais en corps de texte normal. Elles sont entourées par des guillemets français : « et ».
- Les listes à puces sont à éviter, des paragraphes rédigés étant largement préférés. Les tableaux sont à réserver à la présentation de données structurées (résultats, etc.).
- Les appels de note de bas de page (petits chiffres en exposant, introduits par l'outil «  Source ») sont à placer entre la fin de phrase et le point final[comme ça].
- Les liens internes (vers d'autres articles de Wikipédia) sont à choisir avec parcimonie. Créez des liens vers des articles approfondissant le sujet. Les termes génériques sans rapport avec le sujet sont à éviter, ainsi que les répétitions de liens vers un même terme.
- Les liens externes sont à placer uniquement dans une section « Liens externes », à la fin de l'article. Ces liens sont à choisir avec parcimonie suivant les règles définies. Si un lien sert de source à l'article, son insertion dans le texte est à faire par les notes de bas de page.
- La présentation des références doit suivre les conventions bibliographiques. Il est recommandé d'utiliser les modèles {{Ouvrage}}, {{Chapitre}}, {{Article}}, {{Lien web}} et/ou {{Bibliographie}}. Le mode d'édition visuel peut mettre en forme automatiquement les références.
- Insérer une infobox (cadre d'informations à droite) n'est pas obligatoire pour parachever la mise en page.

Pour une aide détaillée, merci de consulter Aide:Wikification.
Si vous pensez que ces points ont été résolus, vous pouvez retirer ce bandeau et améliorer la mise en forme d'un autre article.
Édouard Renaudin, né le 5 mars 1890 à Paris et mort le 5 novembre 1980 à Villeneuve-Saint-Georges, est un dessinateur et peintre français qui a également signé ses œuvres sous le monogramme « E R » ou les pseudonymes « Naudy » et « d’Esbly ». Auteur de plus de 700 créations originales entre 1907 et 1957, son œuvre protéiforme et variée est très souvent teintée d’humour et empreinte d’une certaine poésie. Bien connues, ses nombreuses impressions en cartes postales se retrouvent aujourd’hui dans la plupart des salons de collectionneurs.

## Biographie

### Enfance et formation
Édouard Adrien Renaudin naît le 5 mars 1890 dans le 8e arrondissement de Paris, au domicile de ses parents situé au 252, rue du Faubourg-Saint-Honoré. Il passe ses premières années entre ce faubourg et le quartier de la rue de la Chapelle. 
De 1900 à 1905, il est élève à l’école communale de garçons du 101, rue de Saussure dans le 17e arrondissement de Paris, obtenant son certificat d’études primaires, sans doute en juin 1905. Suivant des cours de dessin, il semble déjà avoir été doté de quelques talents puisqu’il reçoit deux médailles en 1904 et 1905. 
Puis il s’inscrit à l’École nationale des arts décoratifs située au 5, rue de l’École-de-Médecine dans le 6e arrondissement de Paris. Il y est élève du 12 mars 1906 au 11 juillet 1908. Il suit des cours d’arithmétique-géométrie, de perspective élémentaire, de dessin d’après l’antique et d’après nature, de croquis du dessin, de composition et dessin d’ornement, de dessin de figure et dessin d’ornement d’après la bosse. En cours d’Applications Peinture, ses maîtres semblent avoir été Marcel Rouillard (1859-1907), puis Félix Aubert (1866-1940).
En 1904, son père s’était retiré des affaires et avait fait construire un pavillon à Esbly, en Seine-et-Marne, au 5, rue Gambetta. À l’âge de vingt ans, lorsqu’il passe devant le conseil de révision en 1910, Renaudin est dit dessinateur industriel et publicitaire. Sur le recensement de la commune d’Esbly de 1911, il est indiqué qu’il travaille pour l’atelier de Robert Ruepp, l’un des plus grands fournisseurs de modèles pour l’industrie du papier peint et du textile. 
Mais, du 9 octobre 1911 au 8 novembre 1913, Renaudin doit effectuer son service militaire au sein du 25e régiment d’artillerie. S’ensuit sa mobilisation pour le premier conflit mondial à Châlons-sur-Marne dès le 2 août 1914. Maréchal des logis dans la 2e Batterie du 25e régiment d’artillerie de campagne, il participe à la bataille de la Woëvre, à l’offensive Meuse-Argonne, notamment au combat de Vaux-Marie en septembre 1914, puis à la bataille des Éparges de janvier à mai 1915. Il contracte alors une bronchite aiguë et le 11 mai 1915, il est transporté en train du champ de bataille jusqu’à l’hôpital annexe no 2, le Grand Hôtel de Briançon. Trop malade, il est déclaré réformé le 29 mai 1915 et renvoyé dans ses foyers à Esbly. Ce qui lui permet d’épouser Renée, une couturière, le 14 septembre 1915 à Lagny, avant de s’installer dans le 11e arrondissement de Paris, au 50, rue Saint-Sébastien. Mais l’Armée ayant besoin d’hommes, Renaudin doit intégrer le service auxiliaire et rejoint plusieurs sections d’infirmiers du 8 octobre 1915 au 30 avril 1919.

### Carrière
C’est à son retour du front que Renaudin semble commencer sa carrière de dessinateur artistique, d’abord sous la signature « E Renaudin » ou de ses simples initiales « E R » ; puis il va rapidement signer sous un premier pseudonyme, « E Naudy ». Ses œuvres ont souvent été attribuées par erreur au peintre lorrain Alfred Renaudin ; les deux artistes n’ayant aucun lien de parenté.
Il va travailler pour plusieurs éditeurs de gravures et de cartes postales dites « artistiques », d’abord pour les Établissements artistiques parisiens (E.A.P.), puis chez A. Quilleré, Dupré & Cie, Cela à Genève, Vouga et Cie, etc. Mais c’est surtout pour les éditeurs Maurice Barré et Jules Dayez qu’il va, à partir de 1928, proposer la quasi-exclusivité de sa production.
La maison Barré-Dayez, fondée en 1925, était située au 71 bis rue d’Angoulême dans le 11e arrondissement de Paris. Elle éditait des reproductions de gravures anciennes et des gravures modernes, des cartes postales artistiques, des cartes de Noël ou de vœux, des menus illustrés, des cartes de prière catholique, des dessus de boîtes pour confiseurs, etc. Pour fournir leur catalogue de cartes postales, les éditeurs faisaient appel à de nombreux illustrateurs (71 recensés) dont les principaux furent Marcel Bloch (1882-1966), Jean Chaperon (1887-1969), Georges Dayez sous le pseudonyme Barday (fils de Jules, 1907-1991), Harry Eliott (1882-1959), Étienne Le Rallic (1891-1968) et bien sûr Édouard Renaudin qui fut celui qui a réalisé le plus de séries différentes. À côté d’innombrables gravures, la production de la maison Barré-Dayez compte un total d’environ 6 200 cartes postales qui ont fait l’objet de deux répertoires publiés par le Club des Cartophiles du Pays nantais (tirage limité). 
Après la naissance d’un seul enfant en 1922, Renaudin et sa famille déménagent pour le quatrième étage d’un immeuble situé 5, rue Marjolin, à Levallois-Perret. Le 7 décembre 1936,, Renaudin déclare au registre des métiers exploiter son propre fonds artisanal depuis février 1926. Pour son atelier, il loue un pas-de-porte à Montparnasse au 90, rue de l’Ouest dans le 14e arrondissement de Paris, puis une pièce au 52, rue Pernety où il s’installe en mars 1938 et qu’il conservera jusqu’à ce qu’il mette fin à sa carrière de dessinateur.
Après la mort de ses parents, appréciant le village d’Esbly, il prend une petite location au 1, rue Clemenceau, pour les vacances d’été. Trop âgé pour être de nouveau mobilisé lors de la Seconde Guerre mondiale, il est placé dans une usine de fabrication de moteurs d’avions pour les combats chez Gnome-et-Rhône, boulevard Kellermann dans le 13e arrondissement de Paris. Entre septembre 1939 et juin 1940, il dessine à partir de photographies de moteurs, ce qu’il appelait des « bleus ». Puis au moment de l’Exode, Renaudin doit se replier avec ses collègues sur Angoulême. Si l’usine ferme pendant l’Occupation, Renaudin peut continuer à travailler pour la maison Barré-Dayez.
En 1947, sa location de campagne est réquisitionnée et la famille quitte définitivement Esbly. Lorsqu’en avril 1953, les éditions Barré-Dayez publient de nouvelles séries inédites, c’est sans doute par nostalgie que Renaudin choisit de signer ces dernières créations « E d’Esbly », du nom de son cher village.

### Fin de vie
L’arrivée de la carte postale en photo couleur, entre 1955 et 1960, va mettre un terme à son travail de dessinateur. Il déclare sa radiation au registre des métiers le 20 mai 1959 pour cessation d’activité depuis le 28 février.
Pour subvenir à ses besoins et continuer de s’occuper, Renaudin entre comme gardien aux Musées Nationaux à l’âge de 70 ans. Il travaille jusqu’à ses 83 ans principalement au Musée du Louvre et au Musée Guimet où il est très apprécié des visiteurs pour les informations qu’il peut apporter sur les œuvres exposées.
Avec son épouse, ils quittent l’appartement de la rue Marjolin en 1978 pour une maison de retraite à Draveil, dans l’Essonne. Ils n’y restent que deux ans, mourant de vieillesse à moins de trois mois d’intervalle, à l’âge de 90 ans : Renée le 11 août 1980 et Édouard le 5 novembre 1980, tous les deux au centre hospitalier de Villeneuve-Saint-Georges. Ils sont inhumés ensemble au cimetière de cette commune.

## Œuvre
Ayant bénéficié d’une formation solide, Renaudin a su s’adapter à n’importe quelle technique des arts graphiques : fusain, sanguine, aquarelle, encre noire, lavis, pochoir, peinture à l’huile sur toile ou sur panneau de bois, etc. Outre les cartes postales, imprimées par zincographie et chromolithographie, il a réalisé de très nombreuses gravures. Nombres de ses dessins (reprises ou créations) ont servi à illustrer des porcelaines réalisées par les usines Digoin et Sarreguemines, Moulin des loups, Ceranord à Saint-Amand-les-Eaux ou la Compagnie nationale de Porcelaine à Vierzon. D’autres remplois ont illustré des boîtes en tout genre, menus de restaurants chics, calendriers, affiches publicitaires de magasins, etc.

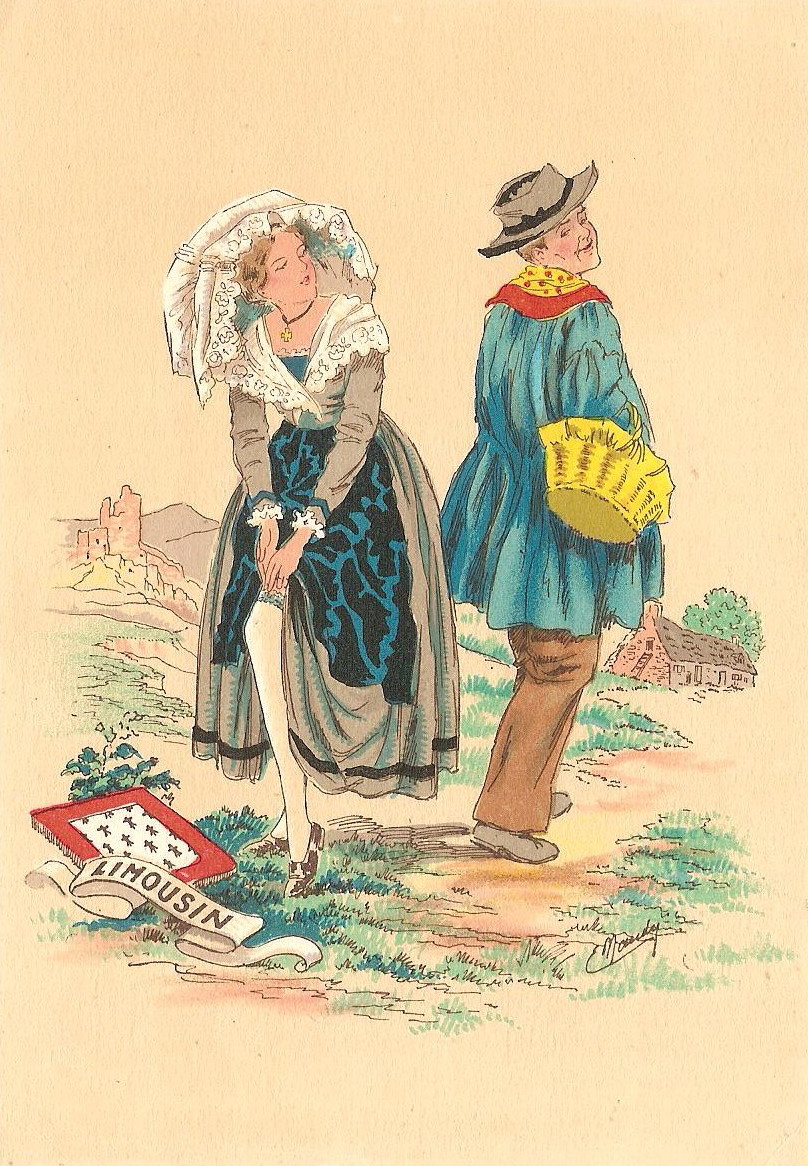
Folklore du Limousin, série 1186 P, Barré-Dayez
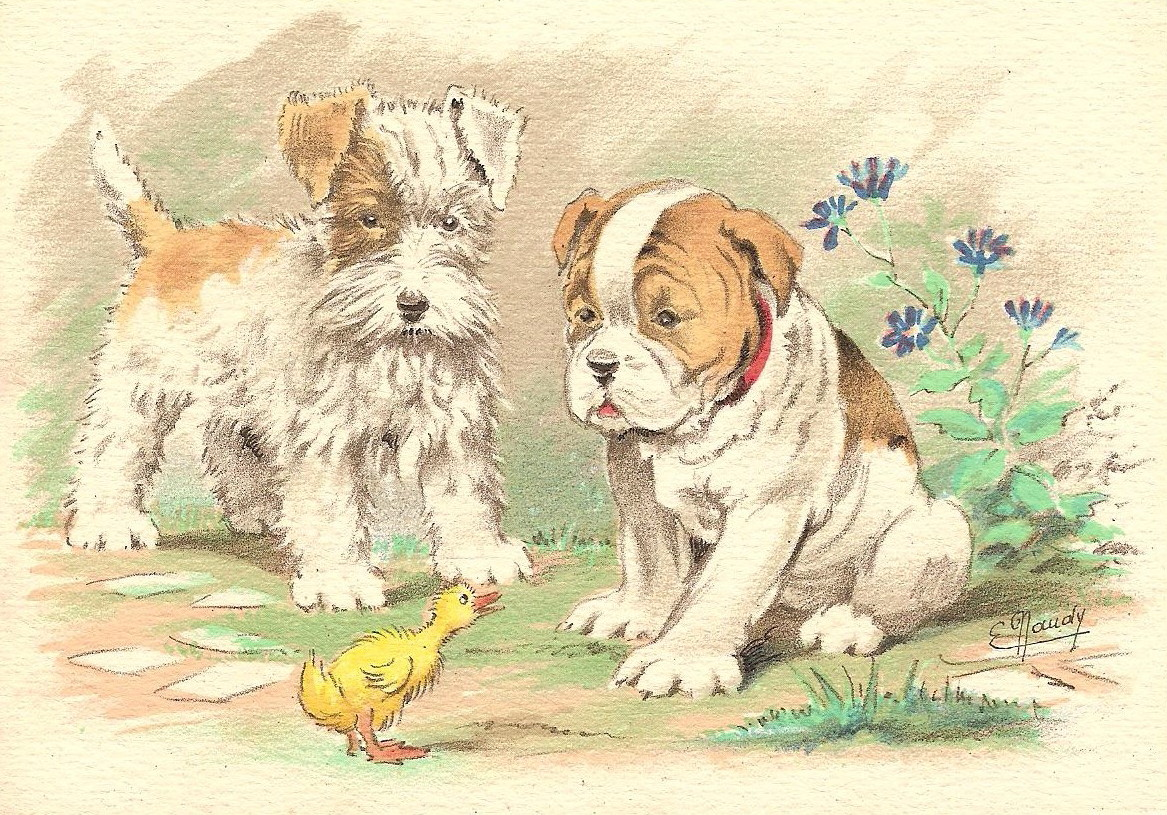
Chiots et caneton, série 1145 C, Barré-Dayez

Les thèmes sont aussi nombreux que variés : chiots et chatons, saynètes enfantines, costumes folkloriques des anciennes provinces françaises ou belges (véritable succès commercial avec pas moins de 15 réimpressions entre 1938 et 1959 chez Barré-Dayez), calèches et diligences, cyclistes, voiliers, métiers du XVIIIe siècle, militaires, personnages de la commedia dell’arte, saynètes galantes ou doucement érotiques, même des chansons paillardes, etc.
La représentation d’animaux est une grande constante dans l’œuvre de Renaudin. Très souvent, dans ses compositions, c’est l’intervention d’un animal, posté en second plan, qui donne le contrepoint d’une saynète comique. Émerge ainsi un autre niveau de lecture, en même temps qu’un véritable bestiaire fait de lézards, de grenouilles, de serpents, d’escargots, de lièvres, d’écureuils et de toutes sortes d’oiseaux.
Une partie de son œuvre est le reflet des goûts d’une époque : des élégantes dans le style de Louis Icart (1888-1950) ou des scènes enfantines inspirées par Georges Redon (1869-1943) et Francisque Poulbot (1879-1946). Ces dernières sont surtout à mettre en relation avec les œuvres de Germaine Bouret (1907-1953), connue à partir de 1924, et qui créa sa propre société d’édition en 1927, les Éditions-Bouret, où elle commença à dessiner des enfants très proches de ceux que Renaudin faisait.

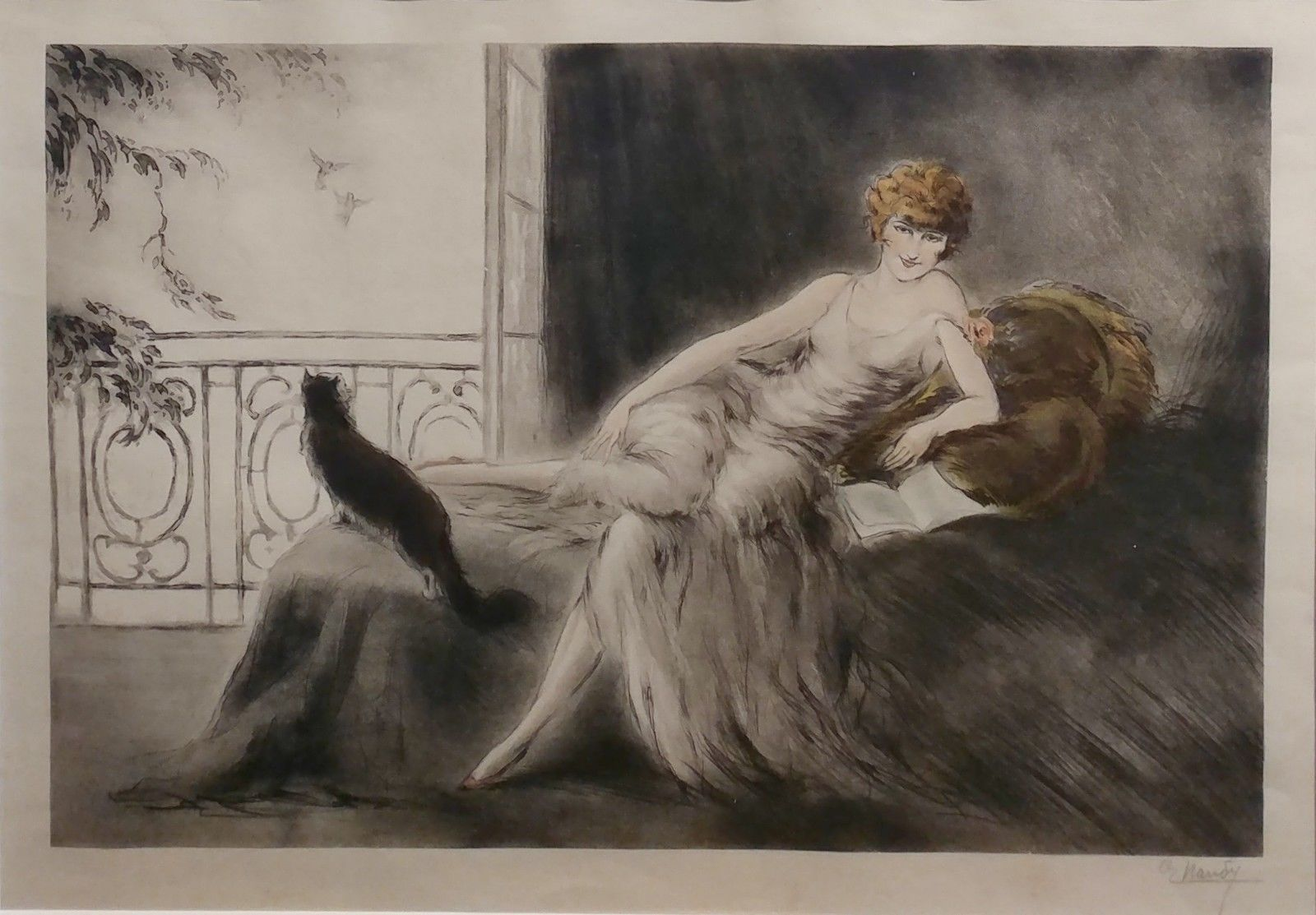
Élégante dans le style de Louis Icart
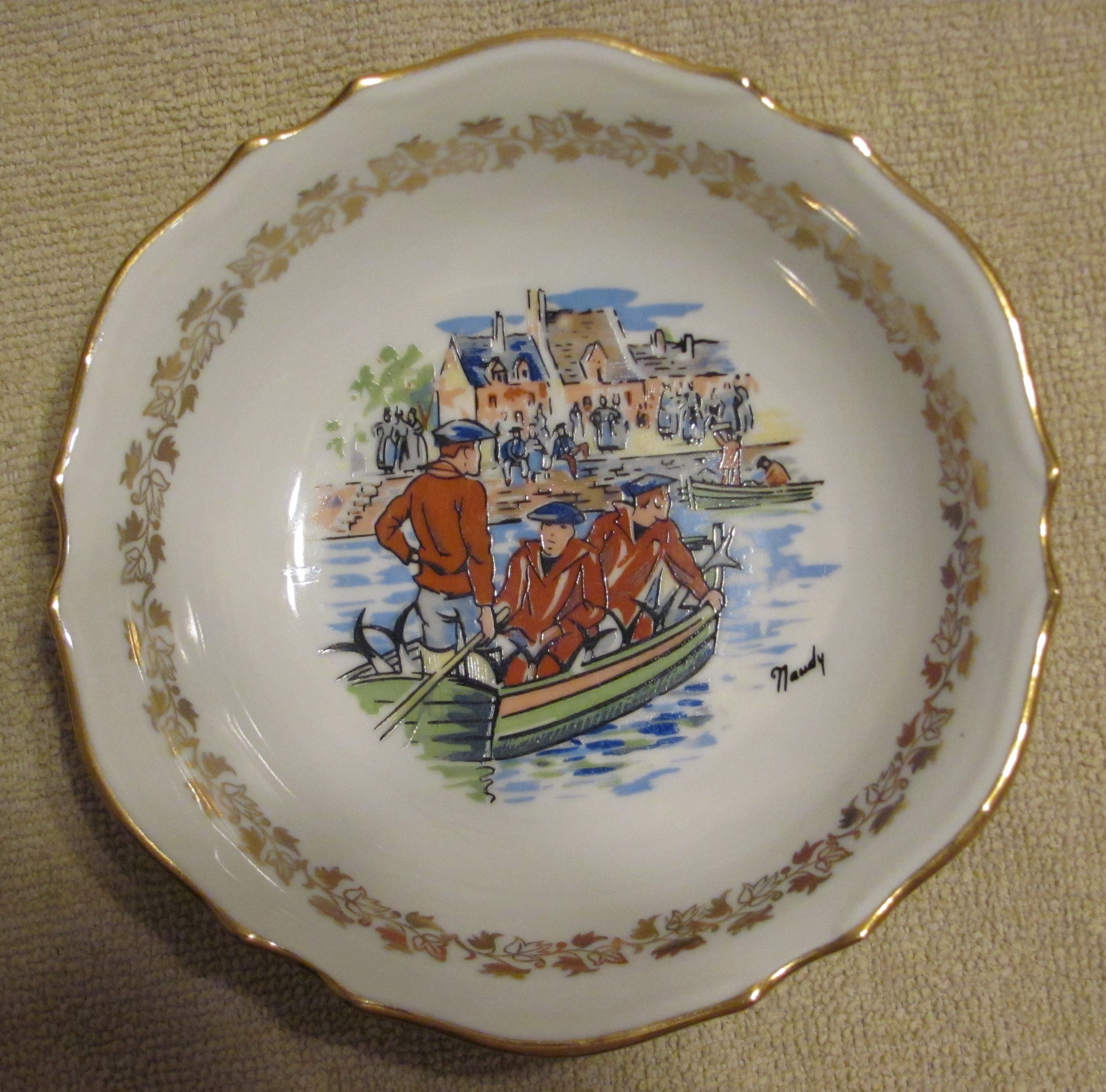
Scène de pêche, ravier à crème, Compagnie nationale de Porcelaine
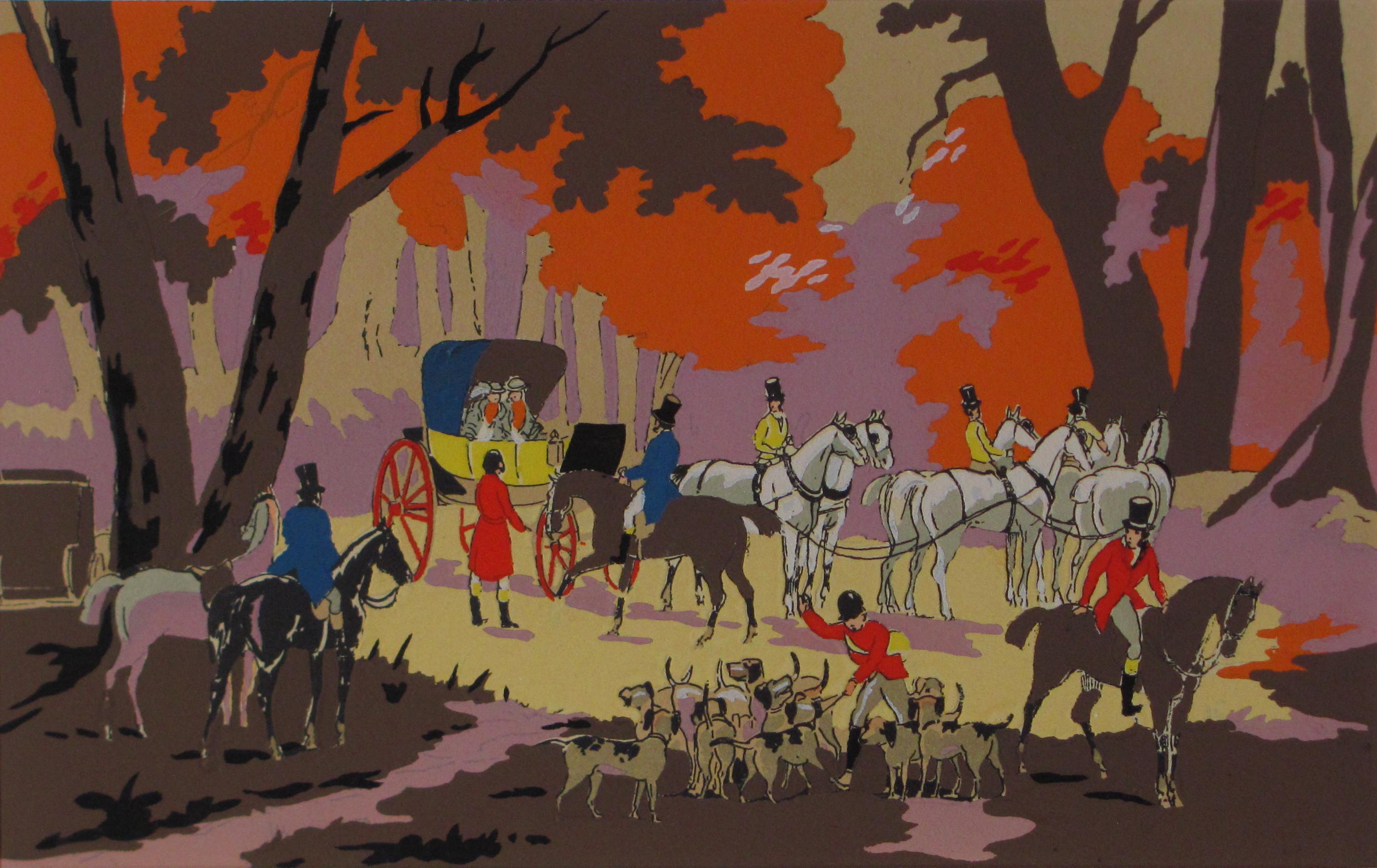
Gouache représentant une calèche
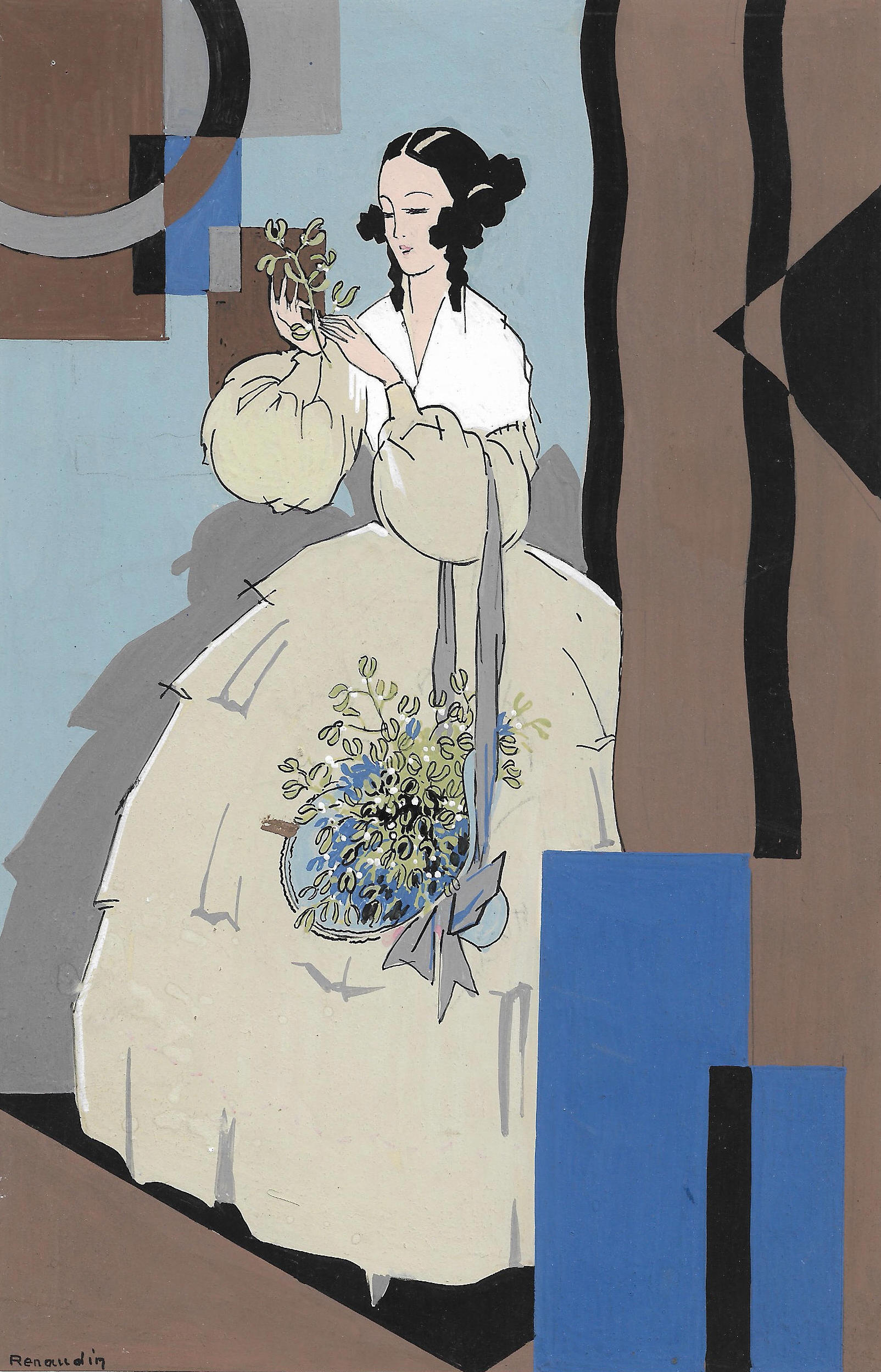
Pochoir représentant une élégante dans le style Art Déco
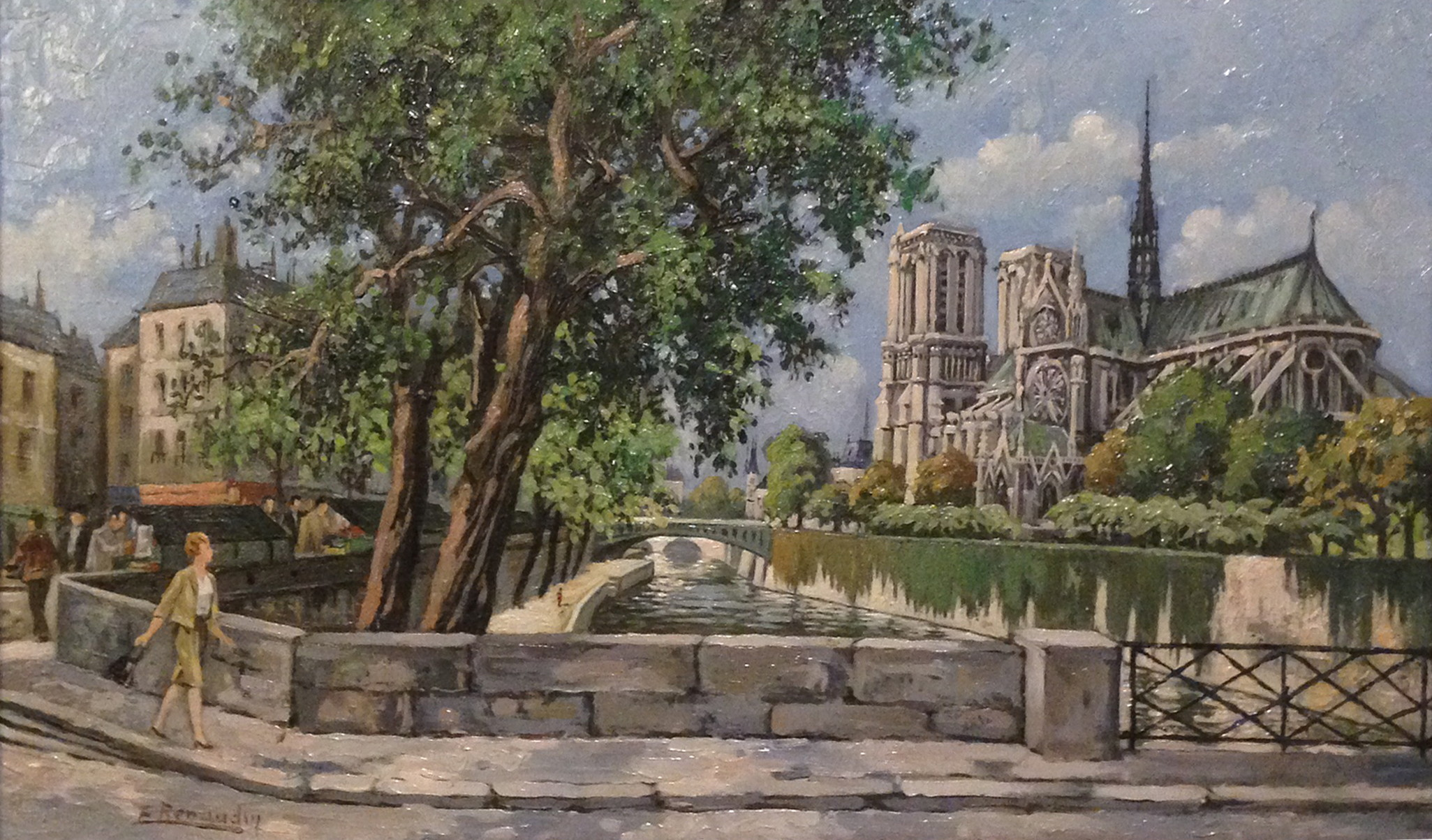
Notre-Dame vue du pont de l’Archevêché, huile sur toile